# لغات مصر
اللغة الرسمية الوحيدة في مصر هي اللغة العربية، يتحدث المصريون بالإجمال اللغة العربية بلهجتها المصرية العديدة. تتحدث أعداد من المصريين باللغة السيوية والنوبية والقبطية الطقسية.

## اللغة العربية
اللغة العربية القياسية هي لغة مصر الرسمية ولغة التعليم وأغلب الأدب وسائل الإعلام المكتوبة. دخلت اللغة العربية إلى مصر في القرن السابع الميلادي مع الفتح الإسلامي لليلاد، واليوم يتحدث السكان بالإجمال اللهجة المصرية بتنوعها بين اللهجة القاهرية والصعيدية والسكندرية ولهجة أهل السواحل وأهالي سيناء متحدثي اللهجة البدوية.

## لغات الأقليات
يتحدث حوالي 30,000 من سكان واحة سيوة اللغة السيوية الأمازيغية، المشابه لغة أمازيغ الواحات الليبية المجاورة. يتحدث رجال سيوة العربية معها إلا أن معرفة العربية قليلة بين النساء، وهي لغة معرضة لخطر الانقراض.
يتحدث النوبيون في جنوب مصر باللغة النوبية النيلية الصحراوية مع اللغة العربية يبلغ عددهم قرابة 310,000 نسمة (2006) ومع ذلك تعاني اللغة من خطر الانقراض. استخدمت القيادات المصرية اللغة النوبية كشِفرة سرية للاتصالات أثناء حرب أكتوبر.

## اللغات الأجنبية

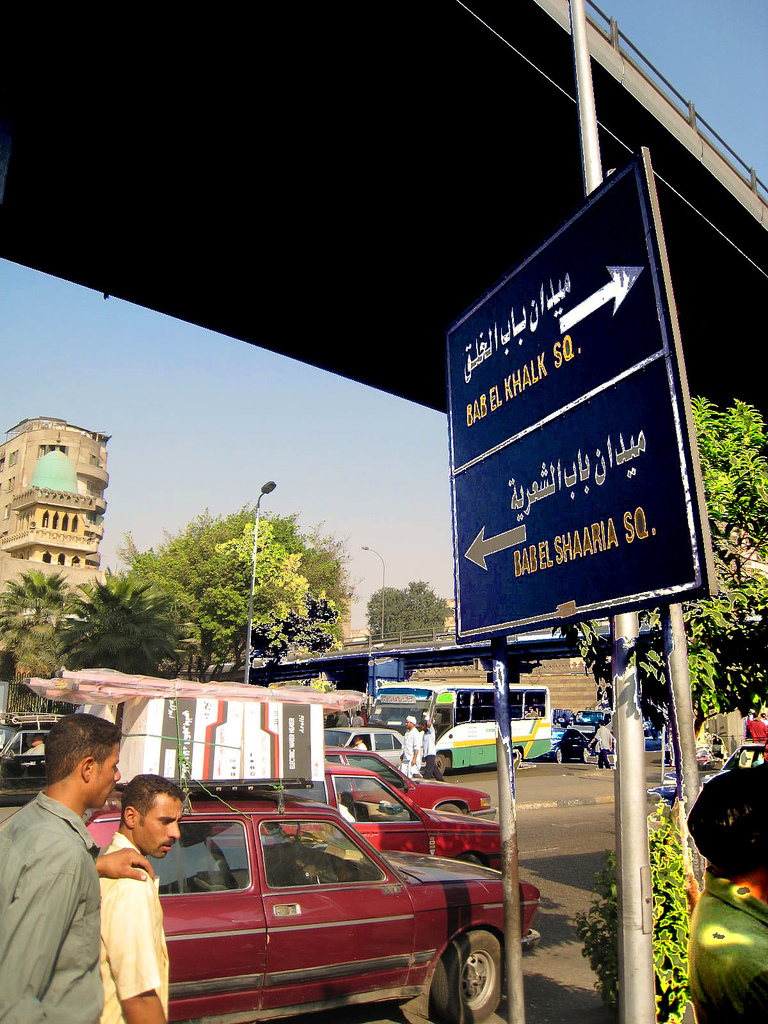
لافتة إرشادات في القاهرة مكتوبة باللغتين العربية والإنجليزية.

### اللغة الإنجليزية
دخلت اللغة الإنجليزية مصر أثناء الاحتلال البريطاني وانتشر استعمالها في كل البلاد، يتعلم طلاب المدراس الحكومية اللغة الإنجليزية منذ الصف الأول الابتدائي وحتى نهاية المرحلة الثانوية، وتدرس بعض التخصصات في الجامعات الحكومية باللغة الإنجليزية أيضًا. هناك أيضًا العديد من الجامعات الإنجليزية في مصر مثل الجامعة البريطانية في مصر وجامعة المستقبل وجامعة النيل والجامعة الأمريكية بالقاهرة وغيرها.
اللغة الإنجليزية مكتوبة مع العربية على الأوراق النقدية والعملات المعدنية والطوابع البريدية ومعظم لافتات الطرق في مصر. كما يستخدم المصريون العديد من الكلمات الإنجليزية في محادثتهم اليومية. تصدر عدد من صحف مهمة باللغة الإنجليزية في البلاد منها صحف أسبوعية وصحيفة يومية. لا يوجد اتجاه عام نحو اللهجة البريطانية أو الأمريكية، إلا أن الشباب يفضلون اللهجة الأمريكية بسبب تعرضهم الكثيف لوسائل الإعلام الأمريكية.

### اللغة الفرنسية
دخلت اللغة الفرنسية مصر مع جنود الحملة الفرنسية في عام 1798، كان هناك حوالي ستة ملايين متحدث بالفرنسية في مصر في عام 2010 ثم زاد هذا العدد إلى 8 ملايين في عام 2013. كما أن مصر عضوة في المنظمة الدولية للناطقين بالفرنسية.
أحلت الفرنسية المكانة التي تبوئتها الإيطالية من قبلها فأصبحت الفرنسية اللغة الأجنبية السائدة في مصر واللغة المشتركة للأجانب ولغة الإعلام الأجنبية الأساسية في القترة التي تلت حكم محمد علي باشا. كانت الفرنسية في الواقع وسيلة الاتصال الوحيدة بين الأجانب والمصريين في فترة الحكم البريطاني. كانت المحاكم المدنية المصرية المختلطة وإخطارات السلطان المصري ومعلومات موقف سيارات الأجرة وجداول للقطارات الزمنية ووثائق قانونية أخرى كلها تصدر أحكامها بالفرنسية. حاول البريطانيون جعل الإنجليزية لغة المحاكم المدنية المصرية ولكن لم يستطيعوا.
ألُغي تدريس الفرنسية في المدارس الأميرية، ثم بدأ تدنى وضع اللغة الفرنسية الاجتماعي في مصر في عشرينيات القرن الماضي بسبب زيادة النفوذ البريطاني ومعه اللغة الإنجليزية واضمحلال مكانة اللغة الفرنسية. توجد الآن صحيفتان تصدران بالفرنسية في مصر هما: الأهرام إبدو وLe progrès Egyptien.

### اللغة الإيطالية
كانت اللغة الإيطالية في عهد محمد علي باشا اللغة الأجنبية الأساسية ولغة المدارس الحربية ولغة القنصليات الأجنبية بمصر سواء كانت إيطالية أم لا حتى أن بعض من الكلمات الإيطالية تسللت إلى اللهجة المصرية الدراجة بالأخص في مناطق سكن الجالية الإيطالية مثل السواحل، أولى بعثات محمد علي للتعليم كانت إلى إيطاليا ومنها استقدم الأطباء والمعلمين والمهندسين وهدف المترجمين لترجمات مطبوعتها إلى العربية. ساهم كل ما سبق في رفع مكانة الإيطالية على ما سواءها في مصر حتى أقبلت فرنسا على محمد علي بعلمائها ورجالها ليتحول إليها محمد علي بدلًا من الإيطالية وهو ما حدث.
كانت هناك صحيفة إيطالية تُعرف باسم Progresso في مدينة الإسكندرية تأسست في عامي 1858 و1859. وحاليًا تدرس الإيطالية لغة اختيارية منذ الصف الأول الإعدادي.

### اللغات الأخرى
كانت اللغة التركية لغة الدواوين والمدارس في عهد الدولة العثمانية، وبقيت المدارس في عهد سلالة محمد علي تستخدمها (مع العربية) بالإضافة إلى اللغات السابق ذكرها والألمانية والحبشية لفترات من الزمن لكن وجود أخر لغتين في نظم التعليم لم تطل. ألغيت دراسة التركية من المدراس مع زيادة النفوذ البريطاني في أواخر القرن التاسع عشر.
أما الآن فيتحدث باللغة الألمانية حوالي 400 ألف مصري وتستخدم بكثرة في السياحة والتعليم ويوجد في مصر الجامعة الألمانية بالقاهرة، تستخدم الروسية بشكل أساسي بقطاع السياحة بمصر. يتاح تدريس اللغة الأجنبية التالية لغة ثانية في المدراس الحكومية الإيطالية والإسبانية والألمانية والفرنسية والصينية.